# Summerland (Film)
Summerland ist ein Filmdrama von Jessica Swale, das am 31. Juli 2020 in die Kinos im Vereinigten Königreich und in ausgewählte US-Kinos kam. Im Film spielt Gemma Arterton die zurückgezogen lebende Schriftstellerin Alice Lamb, der während des Zweiten Weltkriegs ein aus London evakuierter Junge zugeteilt wird.

## Handlung
Die zurückgezogen lebende Schriftstellerin Alice Lamb hat sich mit einem einsamen Leben an der Küste Südenglands, wo sie nahe der Meeresklippen wohnt, abgefunden. Die oft launische Alice trägt hoch taillierte Hosen und raucht Kette und wird von der gesamten Community gehasst, wie sie selbst Kinder hasst.
In Europa tobt der Zweite Weltkrieg. Eines Tages kommt eine Gruppe von Kindern in die Küstenstadt, wo sie zu ihrer Sicherheit vorübergehend untergebracht werden sollen. Eine Unaufmerksamkeit beim Kontrollieren ihrer Post, durch die sie einen Brief über die bevorstehende Evakuierung übersehen hat, führt dazu, dass Alice einen Jungen namens Frank bei sich aufnehmen muss, der vor den Luftangriffen in London in Sicherheit gebracht wurde. Zumindest bis eine alternative Lösung gefunden wird, nimmt sie ihn widerwillig bei sich auf.
Alice unternimmt keinen Versuch, nett zu ihrem jungen Gast zu sein. Zwar erwärmt sie sich allmählich ein wenig für ihn, doch sind ihre Gefühle und Gedanken noch immer bei ihrer großen Liebe Vera, von der sie sich vor Jahren getrennt hat und mit der sie in den 1920er Jahren die schönste Zeit ihres Lebens verbrachte. Sie und Frank haben daher beide Probleme mit einer Trennung, er mit der Trennung von seinen Eltern, Alice mit der von Vera. In der Schule entwickelt sich zwischen der rebellischen Edie und Frank eine Freundschaft.
Alice arbeitet an einer Untersuchung des Volksglaubens vom „Summerland“ und über die wissenschaftlichen Theorien darüber, dass an jeder Legende und jedem Wunder etwas Wahres, in der Realität existierendes, dran ist, im Laufe der Zeit jedoch als Magie oder göttlicher Akt falsch interpretiert wurde.

## Produktion
Der Titel des Films leitet sich von Alices Untersuchung der heidnischen Konzeptualisierung des Jenseits ab, bekannt als „The Summerland“. Die Agnostikerin erklärt Frank, an diesen mythischen Ort gingen einem Volksglauben nach ihre Seelen nach dem Tod. Diese Idee bildet den Kern des Films, da „Summerland“ für die beiden Hauptfiguren eine hoffnungsvollere Zukunft darstellt, eine glücklichere, weniger vom Krieg zerrissene Zeit.
Die Arbeit des Mystikers Emanuel Swedenborg zu einem Zwischenreich inspirierte den Spiritisten Andrew Jackson Davis in seinem Hauptwerk The Great Harmonia zu der Aussage, dass Summerland der Höhepunkt menschlicher spiritueller Errungenschaften im Jenseits ist, die höchste Ebene oder „Sphäre“ des Jenseits, auf die man hoffen darf. Charles Webster Leadbeater, ein Theosoph und Okkultist, lehrte auch, dass diejenigen, die in ihrer früheren irdischen Inkarnation gut waren, zwischen den Inkarnationen an einen Ort namens Summerland gingen. In der Theosophie wird dieser auch als Astralebene „Himmel“ bezeichnet. Es stellt somit das Wicca-Äquivalent des Himmels dar. Die Anhänger von Wicca glauben an die Reinkarnation verbunden mit der Vorstellung, dass die Zwischenwelt einer bestimmten Dimension namens „Otherworld“ oder „Summerland“ zugeordnet ist, wo man auf verstorbene Angehörige und geliebte Menschen trifft und über sein vergangenes Leben reflektieren kann.

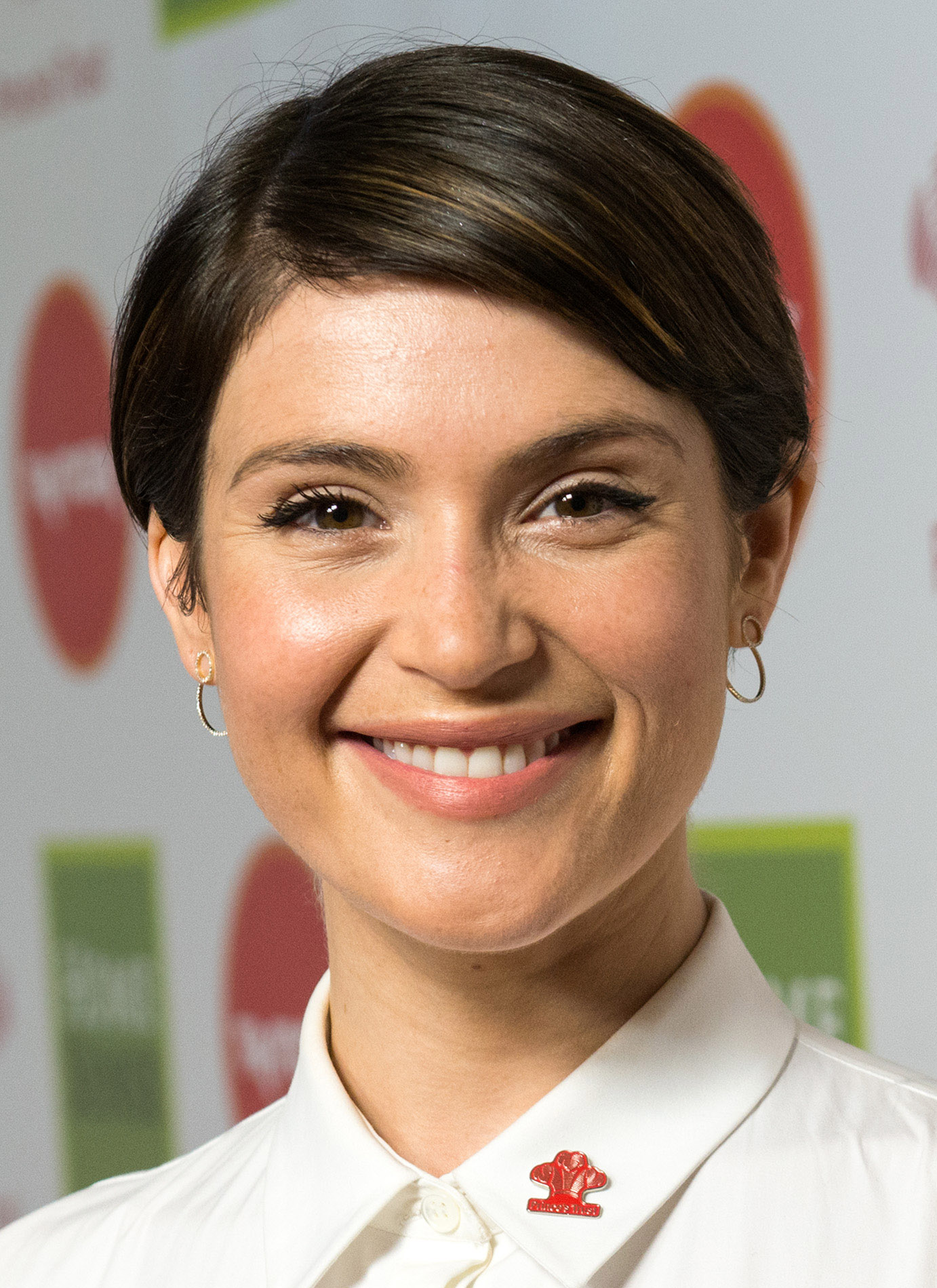
Die britische Schauspielerin Gemma Arterton spielt Alice

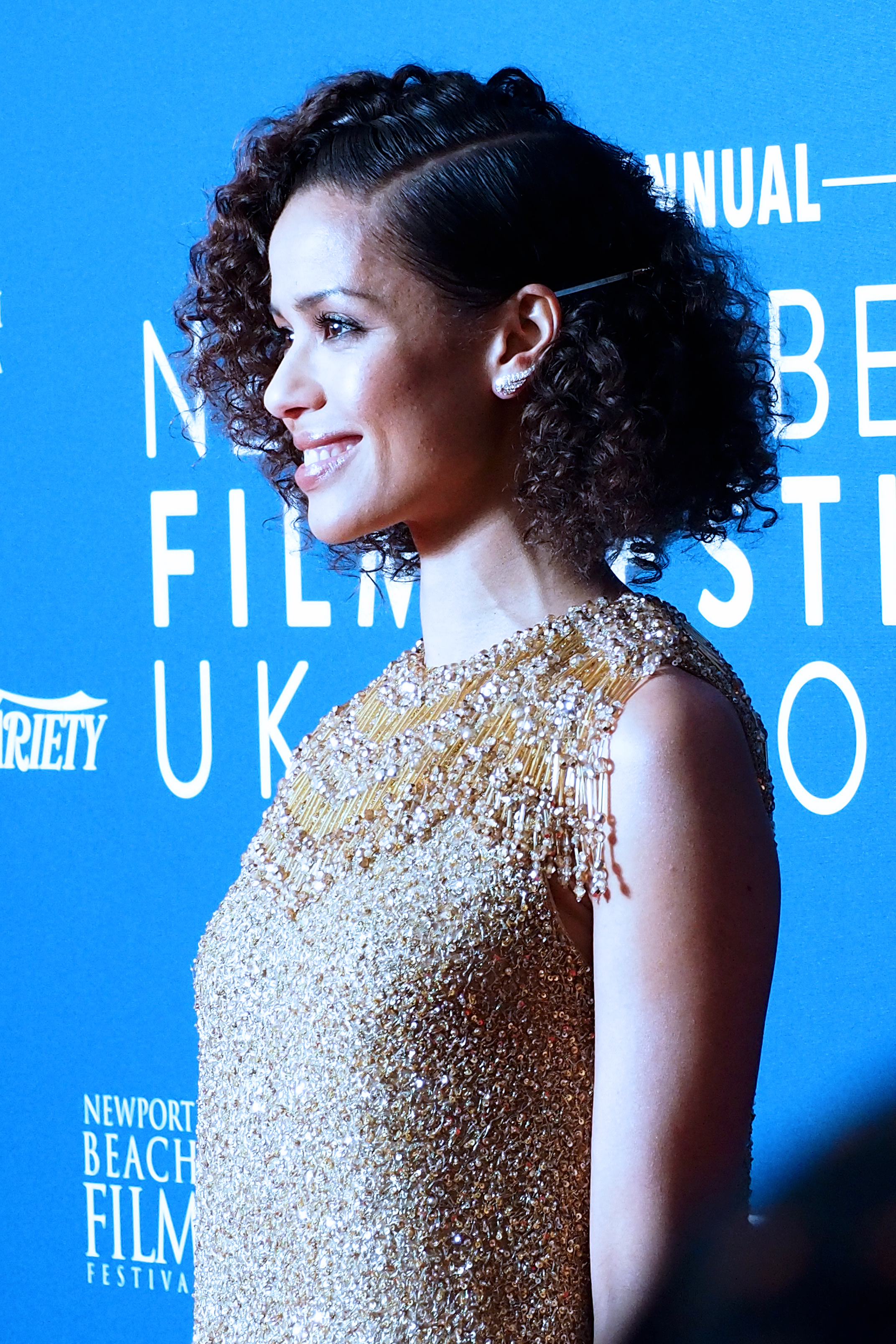
Gugu Mbatha-Raw spielt Vera

Regie führte die britische Theaterregisseurin und Dramatikerin Jessica Swale, die auch das Drehbuch schrieb. Ihr Stück Nell Gwynn wurde 2016 als beste neue Komödie mit dem Olivier Award ausgezeichnet. Das am Shakespeares Globe im Londoner Stadtteil Southwark uraufgeführte Stück handelt vom Leben von Nell Gwyn, der Geliebten des englischen Königs Charles II. Bei Summerland handelt es sich um Swales Langfilmdebüt.
Gemma Arterton übernahm die Rolle von Alice Lamb. Der britische Kinderdarsteller Lucas Bond spielt Frank. Gugu Mbatha-Raw ist in Rückblenden in der Rolle von Alices großer Liebe Vera zu sehen. Sowohl Arterton als auch Mbatha-Raw standen in Swales Komödie Nell Gwynn in der Titelrolle auf der Bühne, Mbatha-Raw 2015 während der ersten Spielzeit am Shakespeares Globe, Gemma Arterton 2016 im West End. Swale und Mbatha-Raw waren bereits zuvor lange Jahre befreundet. Das Stück wurde kontrovers diskutiert, weil Mbatha-Raw, eine Frau gemischter Abstammung in der Rolle von Nell Gwyn besetzt wurde, eine historisch weiße Figur. Penelope Wilton spielt die ältere Alice im Jahr 1975. Dixie Egerickx spielt Edie, mit der sich Frank in der Schule anfreundet.
Die Dreharbeiten wurden im Spätsommer 2018 begonnen und fanden in East Sussex statt, so in Seaford, Kent und Brighton, wo Aufnahmen am Bahnhof entstanden.
Die Filmmusik komponierte Volker Bertelmann. Im August 2020 veröffentlichte Needlewood Records das Soundtrack-Album mit insgesamt 25 Musikstücken als Download.
Die Rechte an Summerland sicherte sich IFC Films. Ende Mai 2020 wurde der erste Trailer vorgestellt. Am 31. Juli 2020 kam der Film in die Kinos im Vereinigten Königreich. Ein Start in ausgewählten US-Kinos erfolgte am gleichen Tag. Im August 2020 wurde der Film beim online ausgetragenen Florida Film Festival gezeigt.

## Rezeption
Der Film wird von 78 Prozent aller bei Rotten Tomatoes erfassten Kritiker positiv bewertet. Zwar waren diese von der oft als „seifig“ und gerade im letzten Drittel des Films ins Unglaubwürdige abdriftende beschriebenen Handlung mit seinen überzeichneten Figuren enttäuscht und auch vom Aufbau des Films im Allgemeinen, doch Hauptdarstellerin Gemma Arterton wurde vom großen Teil der Kritiker als großartig und Garant für das Gelingen des Films gesehen. Gemeinsam mit Gugu Mbatha-Raw und Kinderdarsteller Lucas Bond halte sie den Film zusammen.